# Brunei Darussalam National Olympic Council
Brunei Darussalam National Olympic Council (malaiisch Majlis Olimpik Kebangsaan Negara Brunei Darussalam, Jawi: مجليس اوليمڤيك كبڠسأن نڬارا بروني دارالسلام, IOC code: BRU) ist das Nationale Olympische Komitee von Brunei. Es ist auch verantwortlich für die Repräsentation für Brunei bei den Commonwealth Games und ist der Dachverband für Sport im Land.